# Aphodius merdarius
Aphodius merdarius (лат.) — вид пластинчатоусых жуков из подсемейства афодиин.
Имаго длиной 4—5 мм. Тело чёрное. Надкрылья желтовато-коричневые, шагренированные. Эпиплевры надкрылий затемнены. Шовный промежуток надкрылий коричнево-бурый. Жуки характеризуются следующими признаками: 1) передние углы наличника широко закруглены; 2) щиток треугольный, его наибольшая ширина примерно равна ширине пришовных промежутков; 3) первый членик задних лапок примерно равен трём последующим, вместе взятым.

## Синонимы
В синонимику вида входят следующие биномены:
- Scarabaeus merdarius Fabricius, 1775[3]basionym
- Esymus merdarius (Fabricius, 1775)
- Aphodius exilis W. Schmidt, 1840[3]
- Aphodius smetaceki Roubal, 1911[3]